# Aspach, Haut-Rhin
Aspach là một xã thuộc tỉnh Haut-Rhin trong vùng Grand Est, đồng bắc Pháp. Xã này có diện tích 4,2 km², dân số năm 1999 là 1161 người. Khu vực này có độ cao tu 293-386 mét trên mực nước biển.